# Glenn Langan
Glenn Langan (Denver, 8 luglio 1917 – Camarillo, 26 gennaio 1991) è stato un attore statunitense.

## Biografia
Glenn Langan fu interprete di una certa notorietà durante gli anni quaranta, sia sul grande schermo che sul palcoscenico. Il suo esordio cinematografico avvenne nel 1939, anno in cui egli iniziò a recitare in brevi ruoli non accreditati, in film quali Il ritorno del dottor X.
Nel 1942 debuttò a Broadway in un revival di Kiss for Cinderella di J.M. Barrie e nello stesso anno riprese l'attività a Hollywood, recitando in parti di comprimario in diversi film, tra cui le pellicole di genere bellico Convoglio verso l'ignoto (1943), La nave senza nome (1944), e Una campana per Adano (1945).

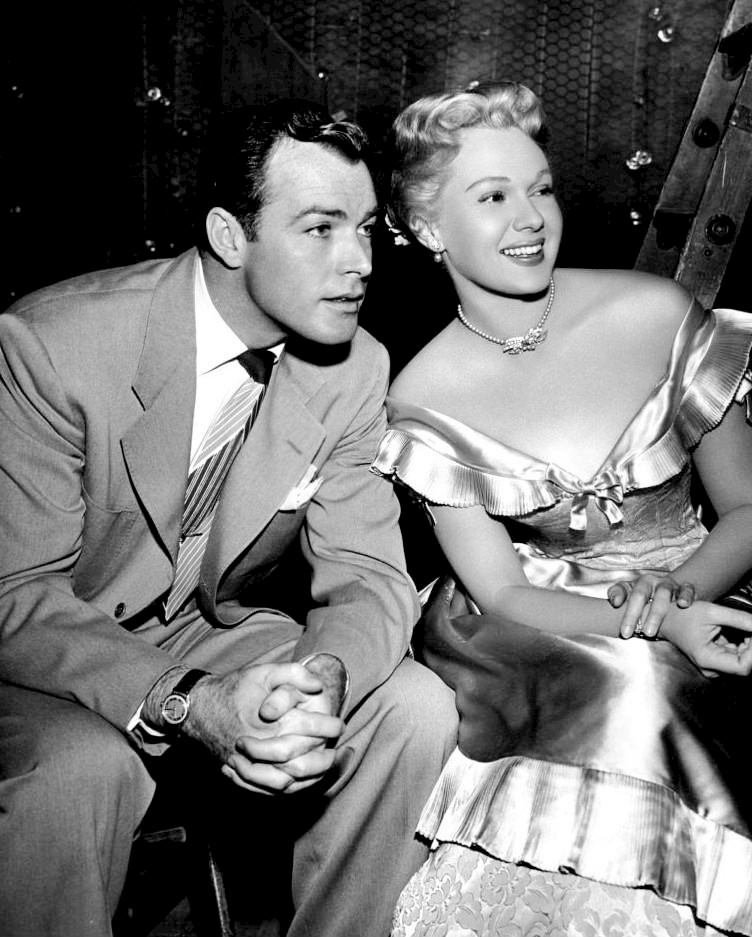
Glenn Langan con la moglie Adele Jergens (1950)

Fu nella seconda metà del decennio che l'attore ebbe le migliori occasioni. Interpretò la parte del Prof. Ralph Fontayne, un insegnante francese, nella commedia Margie (1946), quindi apparve ne Il castello di Dragonwyck (1946), nel ruolo del dottor Jeff Turner, un giovane medico che aiuta Miranda Wells (Gene Tierney) a sfuggire alle diaboliche macchinazioni del folle e dispotico marito Nicholas van Ryn (Vincent Price). L'anno seguente recitò nel ruolo del capitano Rex Morgan nell'avventura in costume Ambra (1947), e nel successivo film La fossa dei serpenti (1948) affrontò nuovamente il personaggio di un medico, il dottor Terry, uno degli psichiatri che si prendono cura della malattia mentale di Virginia Cunningham (Olivia de Havilland).
Langan apparve inoltre nella commedia Splendida incertezza (1947), accanto a Cornel Wilde e Maureen O'Hara, nel western L'assalto (1948), al fianco di Victor Mature, e nel film d'avventura Sterminio sul grande sentiero (1950), con George Montgomery e Brenda Marshall. Fu inoltre protagonista della pellicola Complotto a San Francisco (1949), una rivisitazione in chiave moderna della vicenda de Il conte di Montecristo, in cui ricoprì il ruolo di Edmund Dantes.
Dopo essere apparso nel film In estasi (1949) di Goffredo Alessandrini, Langan visse una fase di declino della propria carriera cinematografica. Passò pertanto al piccolo schermo, che all'inizio degli anni cinquanta era in piena affermazione, e iniziò ad apparire in numerose serie televisive come le antologie The Ford Television Theatre (1953) e Matinee Theatre (1956), e le serie leggere Gianni e Pinotto (1953), Make Room for Daddy (1954) e Letter to Loretta (1955-1960).
Nel 1957 tornò sul grande schermo per il ruolo del tenente colonnello Glenn Manning in un classico della fantascienza, I giganti invadono la Terra di Bert I. Gordon, in cui interpretò un ufficiale americano che, dopo aver preso parte ad alcuni esperimenti atomici, a causa delle radiazioni subisce un abnorme mutamento. Negli anni seguenti, Langan tornò in due occasioni al genere della science fiction, prima con Ammutinamento nello spazio (1965) e poi con Le donne del pianeta preistorico (1966).
Durante gli anni sessanta l'attore abbandonò progressivamente la recitazione per dedicarsi agli affari. Apparve ancora in alcuni episodi della serie televisiva Hondo (1967), in cui ricoprì il ruolo di Victor Tribolet, quindi interpretò il colonnello Nathan Dudley nel western Chisum (1970), e chiuse la carriera con un'apparizione non accreditata nel film di fantascienza Andromeda (1971), che segnò il suo definitivo addio alle scene.
Sposato dal 1951 con la collega attrice Adele Jergens, da cui ebbe un figlio, Tracy, Glenn Langan morì a Camarillo (California) il 26 gennaio 1991, all'età di 73 anni.

## Filmografia

### Cinema
- The Bill of Rights, regia di Crane Wilbur (1939) – cortometraggio (non accreditato)
- Everybody's Hobby, regia di William C. McGann (1939)
- Slapsie Maxie's, regia di Noel M. Smith (1939) – cortometraggio (non accreditato)
- Dust Be My Destiny, regia di Lewis Seiler (1939) – non accreditato
- Espionage Agent, regia di Lloyd Bacon (1939) – non accreditato
- Il ritorno del dottor X (The Return of Doctor X), regia di Vincent Sherman (1939)
- Flight Lieutenant, regia di Sidney Salkow (1942) – non accreditato
- Convoglio verso l'ignoto (Action in the North Atlantic), regia di Lloyd Bacon e Byron Haskin (1943)
- The Strange Death of Adolf Hitler, regia di James P. Hogan (1943) – non accreditato
- Riding Hide, regia di George Marshall (1943)
- Four Jills in a Jeep, regia di William A. Seiter (1944) – non accreditato
- La nave senza legge (Wing and a Prayer), regia di Henry Hathaway (1944)
- Nel frattempo, cara (In the Meantime, Darling), regia di Otto Preminger (1944) – non accreditato
- Something for the Boys, regia di Lewis Seiler (1944)
- Nelle tenebre della metropoli (Hangover Square), regia di John Brahm (1945)
- Una campana per Adano (A Bell for Adano), regia di Henry King (1945)
- Non dirmi addio (Sentimental Journey), regia di Walter Lang (1946)
- Il castello di Dragonwyck (Dragonwyck), regia di Joseph L. Mankiewicz (1946)
- Margie, regia di Henry King (1946)
- Splendida incertezza (The Homestretch), regia di H. Bruce Humberstone (1947)
- Ambra (Forever Amber), regia di Otto Preminger e John M. Stahl (1947)
- L'assalto (Fury at Furnace Creek), regia di H. Bruce Humberstone (1948)
- La fossa dei serpenti (The Snake Pit), regia di Anatole Litvak (1948)
- Complotto a San Francisco (Treasure of Monte Cristo), regia di William Berke (1949)
- In estasi (Rapture), regia di Goffredo Alessandrini (1949)
- Sterminio sul grande sentiero (The Iroquois Trail), regia di Phil Karlson (1950)
- Il nodo del carnefice (Hangman's Knot), regia di Roy Huggins (1952)
- Confessione di una ragazza (One Girl's Confession), regia di Hugo Haas (1953)
- Non cercate l'assassino (99 River Street), regia di Phil Karlson (1953)
- Bandit Island, regia di Robert L. Lipper Jr. (1953) – cortometraggio
- The Big Chase, regia di Robert L. Lipper Jr. e Arthur Hilton (1954)
- Lydia (1955) – film tv
- Outlaw Treasure, regia di Oliver Drake (1955)
- Jungle Heat, regia di Howard W. Koch (1957)
- I giganti invadono la Terra (The Amazing Colossal Man), regia di Bert I. Gordon (1957)
- Ammutinamento nello spazio (Mutiny in Outer Space), regia di Hugo Grimaldi e, non accreditato, Arthur C. Pierce (1965)
- Le donne del pianeta preistorico (Women of the Prehistoric Planet), regia di Arthur C. Pierce (1966)
- Johnny Belinda, regia di Paul Bogart (1967) – film tv
- Chisum, regia di Andrew V. McLaglen (1970)
- Andromeda (The Andromeda Strain), regia di Robert Wise (1971)

### Televisione
- Armstrong Circle Theatre – serie TV, 1 episodio (1950)
- Studio One – serie TV, 1 episodio (1950)
- Robert Montgomery Presents – serie TV, 1 episodio (1950)
- The Ford Theatre Hour – serie TV, 1 episodio (1950)
- Lights Out – serie TV, episodi 3x21-3x32 (1951)
- Squadra mobile (Racket Squad) – serie TV, 1 episodio (1951)
- Boss Lady – serie TV, 12 episodi (1952)
- Schlitz Playhouse of Stars – serie TV, 1 episodio (1952)
- Gianni e Pinotto (The Abbott and Costello Show) – serie TV, episodio 2x08 (1953)
- The Ford Television Theatre – serie TV, 1 episodio (1953)
- The Revlon Mirror Theatre – serie TV, 2 episodi (1953)
- Mayor of the Town – serie TV, 1 episodio (1954)
- Waterfront – serie TV, 1 episodio (1954)
- Make Room for Daddy – serie TV, 1 episodio (1954)
- Cavalcade of America – serie TV, 3 episodi (1953-1955)
- The Public Defender – serie TV, 2 episodi (1954-1955)
- Jane Wyman Presents the Fireside Theatre – serie TV, 1 episodio (1955)
- Matinee Theatre – serie TV, 1 episodio (1956)
- Il conte di Montecristo (The Count of Monte Cristo) – serie TV, 1 episodio (1956)
- The Gale Storm Show: Oh, Susanna! – serie TV, 1 episodio (1957)
- Private Secretary – serie TV, 1 episodio (1957)
- Lux Video Theatre – serie TV, 2 episodi (1950-1957)
- Crossroads – serie TV, episodi 1x13-2x26-2x27 (1955-1957)
- Letter to Loretta – serie TV, 3 episodi (1955-1960)
- The Barbara Stanwyck Show – serie TV, 1 episodio (1960)
- Hondo – serie TV, 5 episodi (1967)